# Jüdischer Friedhof (Hroznětín)
Koordinaten: 50° 18′ 50,7″ N, 12° 51′ 46,1″ O

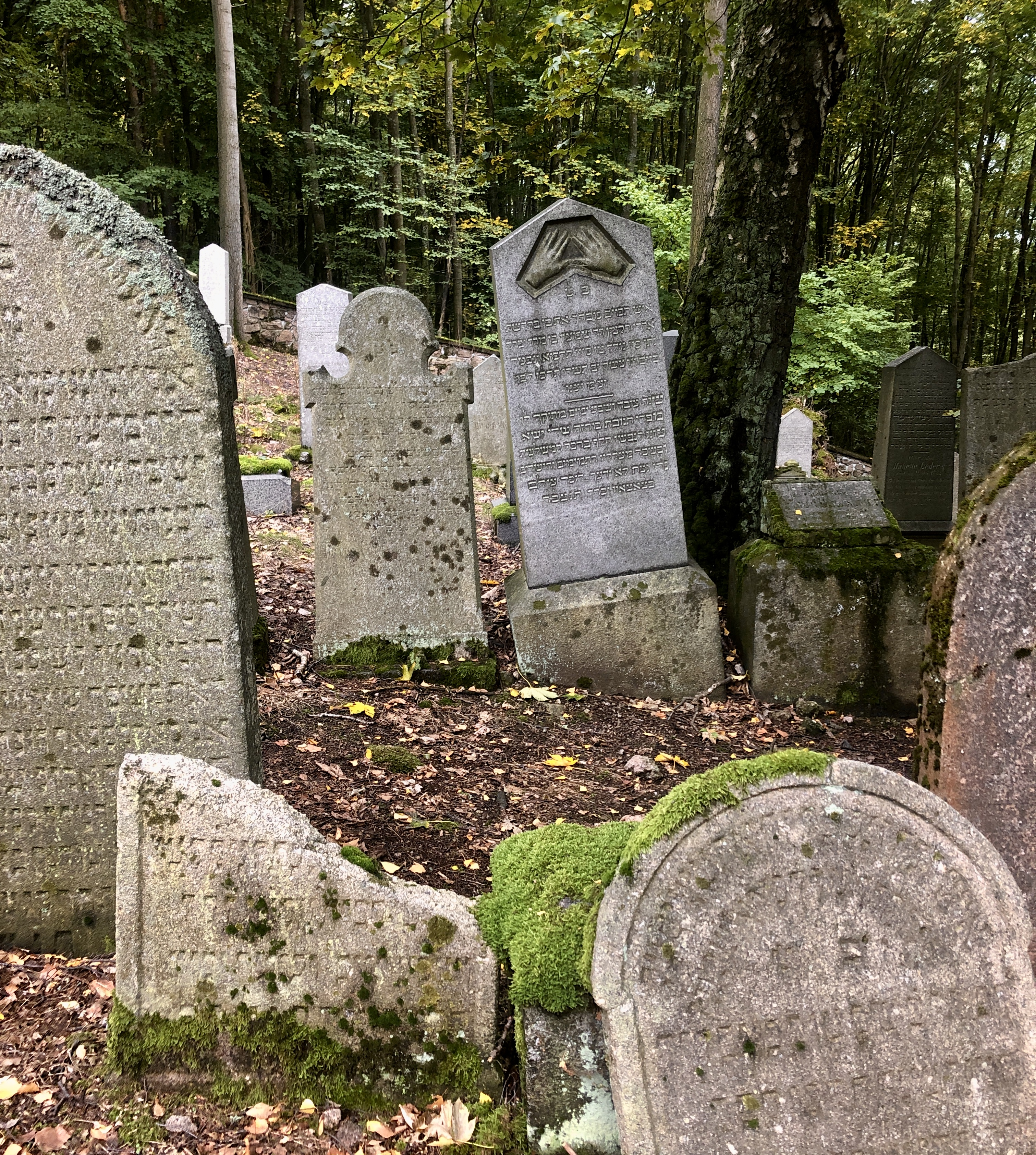
Jüdischer Friedhof in Hroznětín

Der Jüdische Friedhof in Hroznětín (deutsch Lichtenstadt), einer tschechischen Stadt im Okres Karlovy Vary, wurde um 1500 angelegt. Er zählt zu den ältesten jüdischen Begräbnisstätten Böhmens. Der jüdische Friedhof ist seit 1988 ein geschütztes Kulturdenkmal.

## Beschreibung
Die ältesten noch vorhandenen Grabsteine (Mazevot) stammen aus der zweiten Hälfte des 17. Jahrhunderts. Sie wurden während der Zeit des Nationalsozialismus beschädigt. Erst in jüngster Vergangenheit wurde der jüdische Friedhof mit seinen circa 300 Grabsteinen dank privater Initiative teilweise wiederhergestellt.